# オイスターベイ駅
オイスターベイ駅（英: Oyster Bay）とはロングアイランド鉄道 (LIRR) のオイスターベイ支線の終点である。その駅はショア・アベニューから離れた場所、マクスウェル・アベニューとララビー・アベニューの間にある。現在は旧駅の陰にコンクリート製の高架のプラットホームが設置されている。旧駅はマクスウェル、オードリーおよびハミルトン通り沿いにあった。どちらの駅もルーズベルト・パークの南側沿いに存在する。
当初のオイスターベイ駅は1889年6月25日に建設され、1902年に改築された。一時、同線をポートジェファーソン支線へ向けて東に延伸する計画があった。また、客車をコネチカット州サウス・ノーウォークのウィルソン・ポイント行きフェリーに載せるために建設された、大きな埠頭もあったが、その埠頭は現在はフラワーズ・オイスター・カンパニー（Flowers Oyster Company）が所有している。その旧オイスターベイ駅とオイスターベイ・ロングアイランド鉄道転車台は2005年7月6日に、どちらも別々にアメリカ合衆国国家歴史登録財に登録された。旧駅を鉄道博物館にする努力が進行中である。
この駅へはバスで行くことはできないが、現地のタクシーは停車する。

## 駅構造
| 1 | ■                   | 側線（旅客扱いなし）                 |
|   | ■オイスターベイ支線 | ニューヨーク方面(ローカスト・バレー) |

この駅は有効長が6両の高床の単式ホームを線路の南側に1面有する。オイスターベイ支線はこの場所では2線である。プラットホームに隣接しない北側の線路は、この駅のすぐ向こうにある7本の線路が設けられた操車場へ続く通過線 (passing siding) である。旧駅舎は新駅のすぐ東にある。
セオドア・ルーズベルト・メモリアル・パークはこの通過線の北側にある。

## 歴史
1889年、オイスターベイ・エクステンション鉄道（ロングアイランド鉄道の子会社）が同鉄道の終点をローカスト・バレーからオイスターベイへ延長し、この美しいヴィクトリア朝風の駅舎をロバート・タウンゼント大佐 (Col. Robert Townsend) から寄付された土地に建設した。その当初の駅は大きな木製のプラットホームと優雅な車寄せ、馬車が通り過ぎるのに十分な大きさの屋根付きのポーチを有していた。
1891年、ロングアイランド鉄道は、満員の車両をフェリーに載せることが可能な1,000-フート 長さ (300 m)の埠頭を建設し、駅と海とをつないだ。ケープ・チャールズ (Cape Charles) と呼ばれたこのフェリーは、乗客をコネチカットまで運んだが、コネチカットでこの鉄道はフーサトニック鉄道 (Housatonic Railroad) に接続し、引き続き乗客はボストンまで向かうことができた。ニューヨークからボストンへ向かうこの独特なサービスは、コネチカット州を横断する陸路が建設された時に運行を終了した。
1891年9月9日、乗客を待っている同駅でアイドリングしている時に113号機関車が爆発した。はるか遠くのイースト・ノリッチ (East Norwich) にいた人々もその爆発の力を感じた。この事故で乗務員3人が死亡した。
1895年にセオドア・ルーズベルトがニューヨーク市警察委員会（New York City Police Board）の委員長となった時、彼は定期的にこの駅を通って通勤した。また彼が1901年にアメリカ合衆国の大統領となった時、予想されるこの村落への訪問者の増加に対応するためこの駅の大規模な拡張が計画された。それらの1902年の修復工事は車寄せの除去、400-フート 長さ (120 m)の雨よけ屋根の追加を含んでいた。駅の内部には、大きな暖炉とタイル張りの炉床が追加され、外側には本物の牡蠣の貝殻を含んだ特別な化粧しっくいが使用された。
20世紀末には、この駅は荒れ果てた。2階建の列車に対応させるため、新しい駅とプラットホームがすぐそばに建設された。

### 鉄道博物館
オイスターベイ鉄道博物館は、オイスターベイ町の監督のもと、ニューヨーク州歴史・教育非営利博物館（NYS Historical/educational Not for Profit Museum）により研究が行われている。旧オイスターベイ駅は現在LIRRではなくオイスターベイ町の所有となっており、現在は博物館内の修復の開始に向けて技術者と建築家による調査が行われていて、一般には公開されていない。現在、オイスターベイ鉄道博物館プレビューセンターが、オイスターベイ町役場近くの、駅舎から数百mのところにあるオードリーアベニュー102番地で開かれている。

## 転車台
オイスターベイ駅は、オリジナルの転車台を残す数少ないロングアイランド鉄道の駅の一つである。その転車台は、ローカスト・バレー駅から移設された小さい転車台の代わりに1902年に作られた。その転車台は、駅舎とは別にアメリカ合衆国国家歴史登録財に指定されており、オイスターベイ町史跡として、オイスターベイ歴史ウォークのオーディオツアーで訪れる場所の一つとなっている。